# San Juan Comaltepec
San Juan Comaltepec là một đô thị thuộc bang Oaxaca, México. Năm 2005, dân số của đô thị này là 2389 người.